# Юрьево (муниципальный округ Егорьевск)
Юрьево — деревня в муниципальном округе Егорьевск Московской области России.

## История
Упоминается с 1577 года в составе Крутинской волости Коломенского уезда. В 1926—1939 годах — центр Юрьевского сельсовета.

## Демография
Население — 5 человек (2010).
| 1859 | 1868 | 1885 | 1905 | 1926 | 2002 | 2006 |
| ---- | ---- | ---- | ---- | ---- | ---- | ---- |
| 122  | ↗130 | ↗151 | ↗172 | ↘131 | ↘5   | ↗13  |
| 2010 |      |      |      |      |      |      |
| ↘5   |      |      |      |      |      |      |